# São Miguel do Araguaia (tiểu vùng)
São Miguel do Araguaia là một tiểu vùng thuộc bang Goiás, Brasil. Tiều vùng này có diện tích 24381 km², dân số năm 2007 là 74148 người.